# 葉世榮&黃貫中 衝動效應Impulse演唱會
《葉世榮&黃貫中 衝動效應Impulse演唱會》是由香港著名樂隊Beyond前成員黃貫中及葉世榮於2017年起在深圳舉行的世界巡迴演唱會。本演唱會後黃貫中及葉世榮原打算於2020年1月17至19日在紅磡香港體育館舉行《黃貫中、葉世榮 37 BEYOND 作品巡迴演唱會》 ，但因黃貫中退出演唱會而取消。

## 演出製作
本演唱會為黃貫中及葉世榮繼2016年的《延續家駒愛心演唱會》後再合作，首站於深圳舉行。
本演唱會主要在中國大陸舉行，最終站於馬來西亞舉行。

## 巡迴演出
| 場次 | 日期   | 日期     | 名稱                                          | 國家／地區     | 場地                     | 備注 |
| ---- | ------ | -------- | --------------------------------------------- | -------------- | ------------------------ | ---- |
| 1    | 2017年 | 11月25日 | 葉世榮&黃貫中 衝動效應Impulse 演唱會-深圳站   | 中国大陆深圳市 | 深圳灣體育中心體育館     |      |
| 2    | 2018年 | 4月6日   | 葉世榮&黃貫中 衝動效應Impulse 演唱會-大連站   | 中国大陆大連市 | 大連體育中心體育館       |      |
| 3    | 2018年 | 5月26日  | 葉世榮&黃貫中 衝動效應Impulse 演唱會-蘇州站   | 中国大陆蘇州市 | 苏州高新区文体中心       |      |
| 4    | 2018年 | 12月8日  | 葉世榮&黃貫中 衝動效應Impulse 演唱會-澳門站   | 澳門           | 金光綜藝館               |      |
| 5    | 2019年 | 4月27日  | 葉世榮&黃貫中 衝動效應Impulse 演唱會-佛山站   | 中国大陆佛山市 | 佛山國際體育文化演藝中心 |      |
| 6    | 2019年 | 5月25日  | 葉世榮&黃貫中 衝動效應Impulse 演唱會-成都站   | 中国大陆成都市 | 成都金融城演艺中心       |      |
| 7    | 2019年 | 6月15日  | 葉世榮&黃貫中 衝動效應Impulse 演唱會-新加坡站 | 新加坡聖淘沙島 | 名勝世界宴會廳           |      |
| 8    | 2019年 | 8月24日  | 葉世榮&黃貫中 衝動效應Impulse 演唱會-雲頂站   | 马来西亚雲頂   | 雲頂雲星劇場             |      |

## 演唱歌曲(雲頂站)
- 金屬狂人
- 歲月無聲
- 俾面派對
- 舊日的足跡
- 大地
- 長城
- 灰色軌跡
- 逝去日子
- 衝開一切
- 路
- 薪火相傳
- 年少無知
- 午夜怨曲
- 無盡空虛
- 情人
- 不再猶豫
- 打不死
- 喜歡你
- 想你
- AMANI
- 真的愛妳
- 再見理想
- 我是憤怒
- 光輝歲月
- 海闊天空